# Limassolla lanyua
Limassolla lanyua är en insektsart som beskrevs av Chiang, Hsu och Knight 1989. Limassolla lanyua ingår i släktet Limassolla och familjen dvärgstritar.
Artens utbredningsområde är Taiwan. Inga underarter finns listade i Catalogue of Life.